# Posizione da dietro

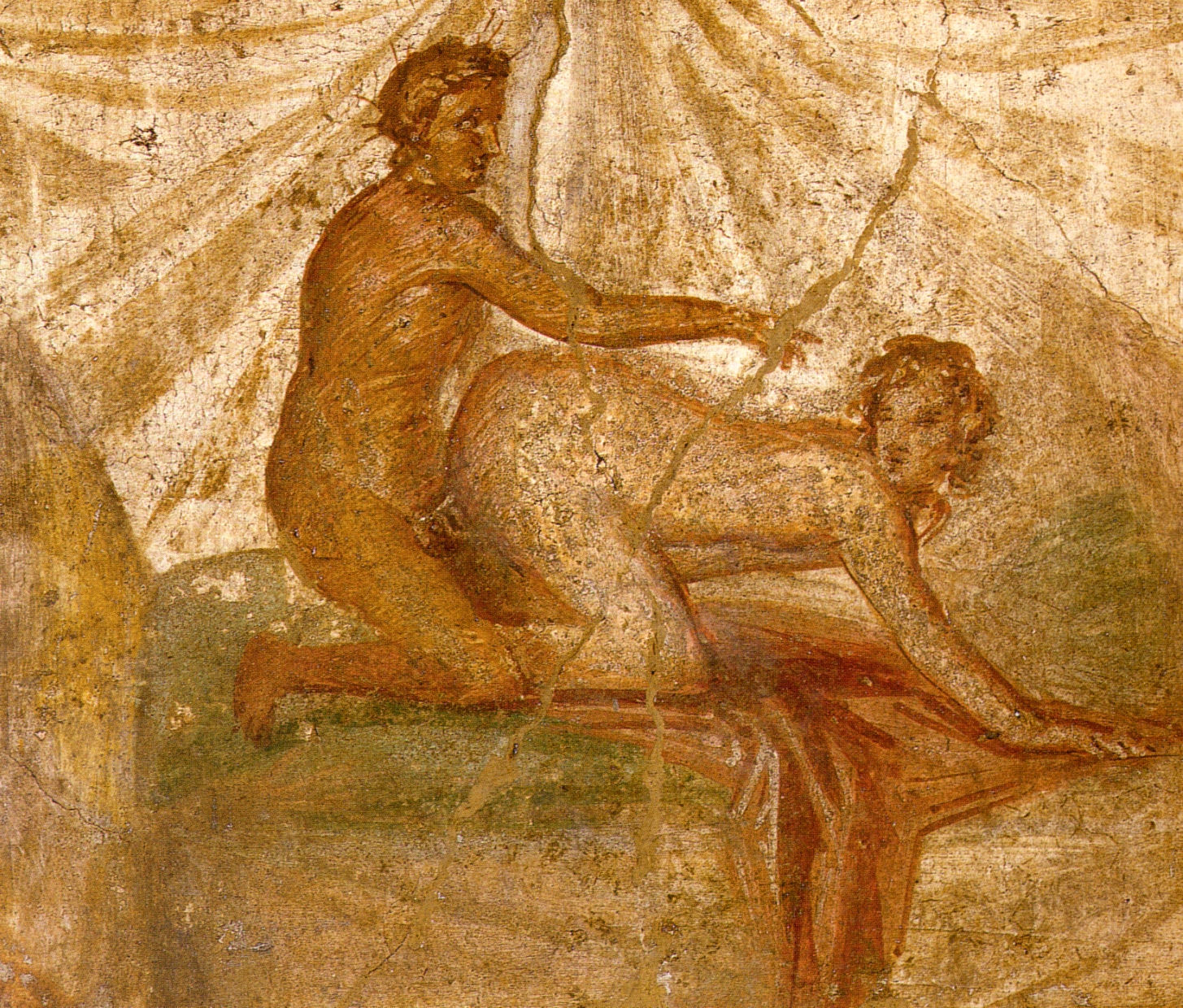
Rappresentazione della posizione da dietro, affresco pompeiano

La posizione da dietro (comunemente detta pecorina) è una delle posizioni sessuali principali: qui il partner attivo si posiziona, durante il rapporto sessuale, dietro quello passivo: mentre il primo esegue la penetrazione sessuale il secondo sta fermo a quattro zampe assumendo il ruolo di ricevente/sottomesso.
Questa posizione può essere realizzata sia nei rapporti omosessuali che eterosessuali, in questo secondo caso il partner attivo può penetrare, oltre alla vagina, anche l'ano (effettuando il sesso anale). Nell'antica Grecia era chiamata "postura della leonessa".

## Storia ed etimologia
Nell'antica Roma questa pratica era conosciuta come 'coitus more ferarum', ovvero il "rapporto sessuale alla maniera delle bestie"; in riferimento alla posizione iniziale assunta dalla stragrande maggioranza delle specie animali (tra cui per l'appunto anche i cani e le pecore) durante l'accoppiamento. Viene denominata nel Kāma Sūtra come il "congresso della mucca" ed è descritta anche ne Il giardino profumato.

## Pratica

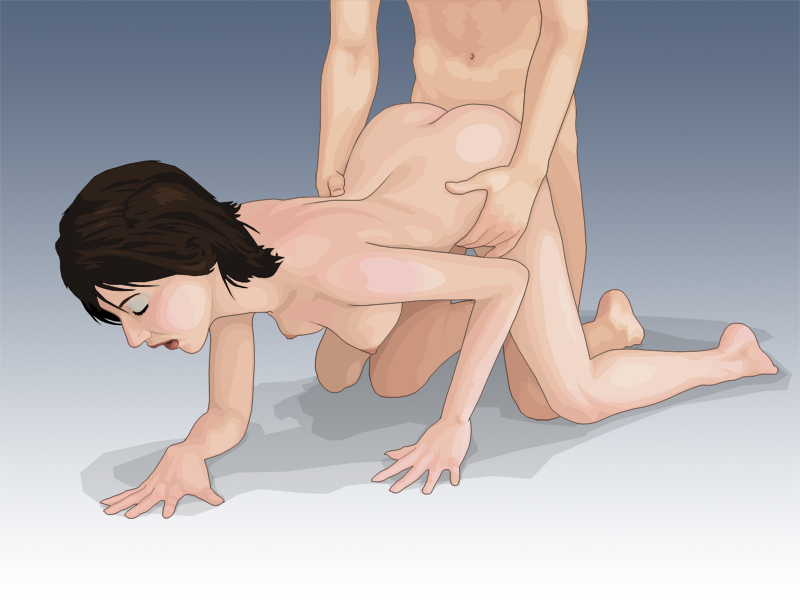
Coppia eterosessuale che pratica la posizione da dietro

La postura fisica adottata dal partner ricevente assomiglia a quella che si vede in molti dei mammiferi di sesso femminile quando sono pronte per l'accoppiamento, caratteristica principale è un inarcamento ventrale della colonna vertebrale: durante la penetrazione vaginale da dietro il pene può entrare più in profondità (sia il glande che il punto G sono fortemente stimolati) raggiungendo un contatto preferenziale con il fornice vaginale posteriore, mentre nella posizione del missionario il contatto preferenziale risulta essere con la parete anteriore.
Il partner attivo durante il rapporto può anche stimolare o massaggiare le zone erogene del partner ricevente, come i genitali, i capezzoli e i glutei, o anche somministrare una sculacciata erotica (vedi spanking). La posizione da dietro può risultare estremamente erotica e stimolante della libido per entrambi i partecipanti. Helen B. Fisher, antropologa e ricercatrice del comportamento umano, afferma che la forma carnosa e arrotondata dei glutei è l'attrattiva maggiore per i maschi durante il rapporto sessuale in posizione da dietro, quella probabilmente più utilizzata durante l'antichità preistorica.

### Varianti

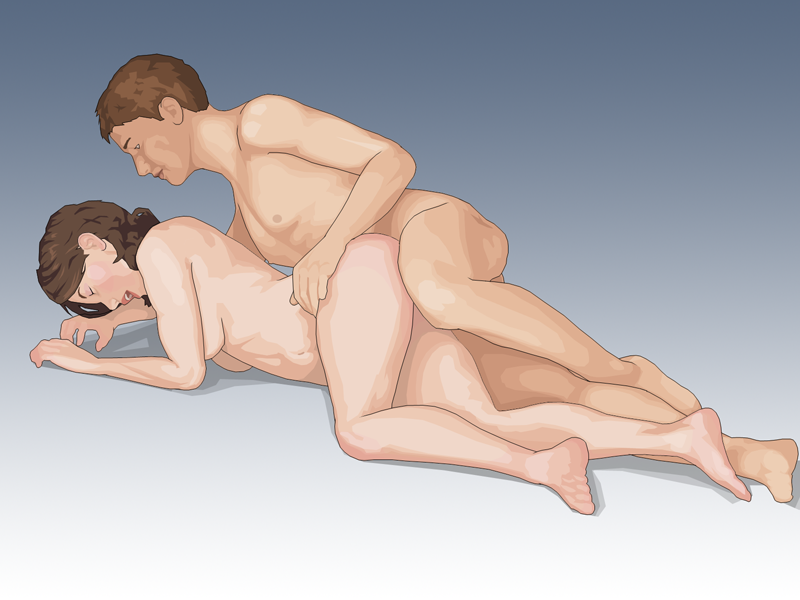
Variante spooning

#### Classica
Il partner ricevente si trova a quattro zampe appoggiato alle mani e alle ginocchia, col dorso quasi orizzontale e le gambe leggermente socchiuse, mentre quello attivo sta dietro di lui, tra o contro le cosce, tenendolo saldamente per la vita.

#### Leapfrog
Il partner ricevente è accovacciato con la testa appoggiata per terra e il bacino alzato: la posizione permette al partner attivo di cambiare angolo e profondità di penetrazione

#### Spooning/cucchiaio
I due partner si trovano sdraiati di fianco uno dietro l'altro. Questa variante può essere preferita da molte donne durante la gravidanza.

## Vantaggi e svantaggi

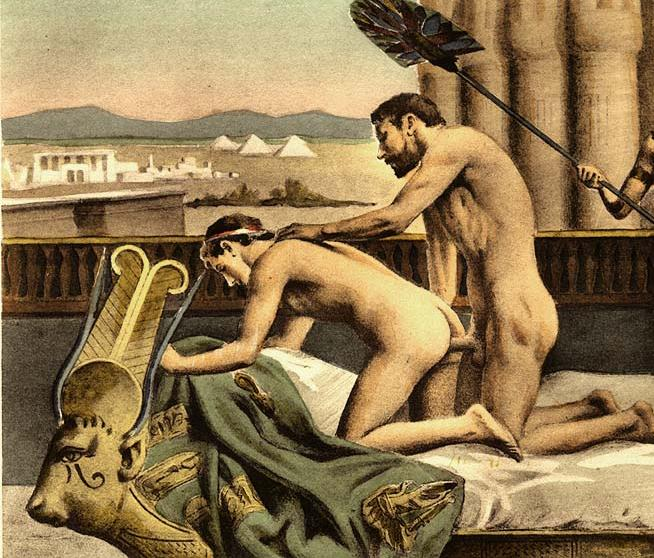
Édouard-Henri Avril, l'imperatore Adriano e Antinoo praticano la posizione da dietro

In questa posizione la donna può sentirsi particolarmente vulnerabile, suscitando in lei una sensazione di disagio; altre possono trovarla poco romantica, non essendoci possibilità di contatto visivo e risultando esser più difficile la possibilità di baciarsi. Richiede e implica un sufficiente livello di confidenza e fiducia e un abbandono del controllo da parte del ricevente nei confronti del partner attivo.